# Sarra Lajnef
Pour les articles homonymes, voir Lajnef.
Sarra Lajnef, née le 5 septembre 1989 à Tunis, est une nageuse tunisienne.

## Carrière
Sarra Lajnef remporte la médaille de bronze du 200 mètres quatre nages aux Jeux africains de 2007 à Alger, ainsi que la médaille de bronze du relais  4 x 100 m nage libre. Elle est aussi médaillée d'argent du 200 et 400 mètres quatre nages et médaillée de bronze des relais 4 x 100 m nage libre, 4 x 200 m nage libre et 4 x 100 m quatre nages aux Jeux panarabes de 2007 au Caire.
Aux championnats d'Afrique 2008 à Johannesbourg, elle est médaillée d'or du relais 4 x 100 m nage libre, médaillée d'argent sur 50, 100 et 200 mètres brasse et du relais 4 x 100 m 4 nages et médaillée de bronze de la nage en eau libre sur 5 km. Aux championnats d'Afrique 2010 à Casablanca, elle est médaillée d'or du 200 mètres brasse, médaillée d'argent du 50 et du 100 mètres brasse, du 200 et du 400 mètres quatre nages et en relais 4 x 200 m nage libre et médaillée de bronze du relais 4 x 100 m nage libre.
Aux Jeux africains de 2011 à Abuja, elle obtient trois médailles d'argent, sur 400 mètres nage libre, 100 et 200 mètres brasse. La même année, elle participe aux Jeux panarabes de 2011 à Doha, remportant quatre médailles d'argent (200 mètres dos, 200 mètres brasse, 400 mètres 4 nages et 4 x 100 mètres nage libre) et quatre médailles de bronze (400 mètres nage libre, 50 mètres brasse, relais 4 x 200 m nage libre et relais 4 x 100 m quatre nages).
Elle est éliminée en séries du 200 mètres brasse aux Jeux olympiques d'été de 2012 à Londres.
Aux championnats du monde des maîtres de 2015 à Kazan, elle est médaillée d'or du 200 mètres 4 nages et médaillée d'argent du 200 mètres nage libre, du 100 mètres brasse et du 200 mètres brasse.
Elle obtient six médailles de bronze aux championnats arabes 2016 à Dubaï, sur 100 et 200 mètres brasse, 200 mètres quatre nages, 4 × 100 m nage libre, 4 × 200 m nage libre et 4 × 100 m 4 nages.